# Sigfús Sigurðsson
Sigfús Sigurðsson (Reykjavik, 7 de mayo de 1975) es un exjugador de balonmano islandés que jugó de pívot.  Su último equipo fue el TV Emsdetten alemán. Fue un componente de la Selección de balonmano de Islandia.
Con la selección ganó la medalla de plata en los Juegos Olímpicos de Pekín 2008. En España es conocido por su paso por el Club Balonmano Ademar León y por su paso por el Club Balonmano Cantabria.
Durante su carrera ha tenido graves problemas con el alcohol y las drogas.

## Palmarés

### Valur
- Liga de Islandia de balonmano (1): 1998

## Clubes
- Valur ( -1998)
- Club Balonmano Cantabria (1998-1999)
- Valur (1999-2002)
- SC Magdeburg (2002-2006)
- Club Balonmano Ademar León (2006-2008)
- Valur (2008-2010)
- TV Emsdetten (2010-2011)